# Hammam Bou Hadjar

Hammam Bou Hadjar (em árabe: حمام بو حجر) é uma cidade localizada na província de Aïn Témouchent, no noroeste da Argélia. Em 2010, sua população era de 35 158 habitantes.